# Жирардув
Жира́рдув (пол. Żyrardów) — місто в центральній Польщі.
Адміністративний центр Жирардовського повіту Мазовецького воєводства.

## Демографія
Демографічна структура станом на 31 березня 2011 року:
|          | Загалом | Допрацездатний вік | Працездатний вік | Постпрацездатний вік |
| -------- | ------- | ------------------ | ---------------- | -------------------- |
| Чоловіки | 19496   | 3877               | 13593            | 2026                 |
| Жінки    | 22078   | 3650               | 13056            | 5372                 |
| Разом    | 41574   | 7527               | 26649            | 7398                 |